# Willy Jandrey

Willy Jandrey

Willy Jandrey (* 5. März 1877 in Klein Raddow, Kreis Regenwalde; † 3. März 1945 in Külz, Landkreis Naugard) war ein deutscher Landwirt und Politiker (DNVP und NSDAP).

## Leben und Beruf
Nach dem Gymnasium, das er schon mit 15 Jahren verließ, besuchte Jandrey, der evangelischen Glaubens war, bis 1895 die landwirtschaftliche Schule in Schivelbein. Anschließend arbeitete er auf dem väterlichen Bauernhof, den er später übernahm. Am Ersten Weltkrieg nahm er als Leutnant teil. Nach der Novemberrevolution gehörte er zum engeren Ausschuss der Bauern- und Arbeiterräte im Kreis Regenwalde in der Provinz Pommern. Er war Vorstands- und Aufsichtsratsmitglied verschiedener landwirtschaftlicher Genossenschaften.

## Abgeordneter
Seit 1905 gehörte Jandrey dem Gemeinderat von Klein Raddow und dem Kreistag im Kreis Regenwalde an. 1919/20 war er Mitglied der Weimarer Nationalversammlung. Anschließend war er bis 1930 Reichstagsabgeordneter. Zum 1. Dezember 1931 trat er in die NSDAP ein (Mitgliedsnummer 786.076). Er wurde 1933 in den Provinziallandtag der Provinz Pommern gewählt, der noch im selben Jahr endgültig aufgelöst wurde, ferner in den Kreistag und Kreisausschuss im Landkreis Regenwalde. 1935 wurde er Kreisbauernführer.